# Музики (фільм, 2003)
«Музики» — перший документальний фільм 2003 року з етнографічно-екологічного циклу «Карпатські ознаки».

## Зміст
У відеофільмі розповідається про традиційну музику Карпат, яка народилася у прадавні часи й збереглася дотепер.

## Нагороди
У жовтні 2005 року фільм «Музики» здобув перше місце на Всеукраїнському телевізійному конкурсі «Відкрий Україну!» у номінації «Народні ремесла, звичаї, свята в Україні».